# Liste der Straßen und Brücken in Hamburg-Altenwerder

Lage von Hamburg-Altenwerder in Hamburg und im Bezirk Hamburg-Harburg (hellrot)

Die Liste der Straßen und Brücken in Hamburg-Altenwerder ist eine Übersicht der im Hamburger Stadtteil Altenwerder vorhandenen Straßen und Brücken. Sie ist Teil der Liste der Verkehrsflächen in Hamburg.

## Überblick
In Altenwerder (Ortsteilnummer 713) leben 4 Einwohner (Stand: 31. Dezember 2023) auf 6,7 km². Altenwerder liegt im Postleitzahlenbereich 21129.
In Altenwerder gibt es 24 benannte Verkehrsflächen, darunter drei Brücken und drei Kais.

## Übersicht der Straßen
Die nachfolgende Tabelle gibt eine Übersicht über alle benannten Verkehrsflächen – Straßen, Plätze und Brücken – im Stadtteil sowie einige dazugehörige Informationen. Im Einzelnen sind dies:
- Name/Lage: aktuelle Bezeichnung der Straße, des Platzes oder der Brücke. Über den Link (Lage) kann die Straße, der Platz oder die Brücke auf verschiedenen Kartendiensten angezeigt werden. Die Geoposition gibt dabei ungefähr die Mitte an. Bei längeren Straßen, die durch zwei oder mehr Stadtteile führen, kann es daher sein, dass die Koordinate in einem anderen Stadtteil liegt.
- Straßenschlüssel: amtlicher Straßenschlüssel, bestehend aus einem Buchstaben (Anfangsbuchstabe der Straße, des Platzes oder der Brücke) und einer dreistelligen Nummer.
- Länge/Maße in Metern:
Hinweis: Die in der Übersicht enthaltenen Längenangaben sind nach mathematischen Regeln auf- oder abgerundete Übersichtswerte, die im Digitalen Atlas Nord[1] mit dem dortigen Maßstab ermittelt wurden. Sie dienen eher Vergleichszwecken und werden, sofern amtliche Werte bekannt sind, ausgetauscht und gesondert gekennzeichnet.
Bei Plätzen sind die Maße in der Form a × b bei rechteckigen Anlagen oder a × b × c bei dreiecksförmigen Anlagen mit a als längster Kante dargestellt.
Der Zusatz (im Stadtteil) gibt an, wie lang die Straße innerhalb des Stadtteils ist, sofern sie durch mehrere Stadtteile verläuft.
- Namensherkunft: Ursprung oder Bezug des Namens.
- Datum der Benennung: Jahr der offiziellen Benennung oder der Ersterwähnung eines Namens, bei Unsicherheiten auch die Angabe eines Zeitraums.
- Anmerkungen: Weitere Informationen bezüglich anliegender Institutionen, der Geschichte der Straße, historischer Bezeichnungen, Baudenkmale usw.
- Bild: Foto der Straße oder eines anliegenden Objektes.

| Name/Lage                           | Straßen- schlüssel | Länge/Maße (in Metern) | Namensherkunft                                                                     | Datum der Benennung | Anmerkungen | Bild                         |
| ----------------------------------- | ------------------ | ---------------------- | ---------------------------------------------------------------------------------- | ------------------- | --- | ---------------------------- |
| Altenwerder Elbdeich (Lage)         | A143               | 0770                   | nach Lage und Funktion im Stadtteil                                                | 1951                | Fußweg | Altenwerder Elbdeich         |
| Altenwerder Hauptdeich (Lage)       | A548               | 1410                   | nach Lage und Funktion im Stadtteil                                                | 1970                | | Altenwerder Hauptdeich       |
| Altenwerder Hauptstraße (Lage)      | A693               | 1715                   | nach Lage und Funktion im Stadtteil                                                | 2002                | lt. Straßenverzeichnis nur in Altenwerder, lt. Grundkarte südlicher Teil in Moorburg                                       | Altenwerder Hauptstraße      |
| Altenwerder Kirchweg (Lage)         | A145               | 0605                   | nach Lage und Funktion im Stadtteil                                                | 1948                | | Altenwerder Kirchweg         |
| Altenwerder Querweg (Lage)          | A704               | 0675                   | unter Verwendung der ehemals südlich gelegenen Wegefläche                          | 2004                | | Altenwerder Querweg          |
| Aluminiumstraße (Lage)              | A722               | 0450                   | nach dem dort ansässigen Aluminiumhersteller Trimet Aluminium                      | 2009                | | Aluminiumstraße              |
| Am Altenwerder Kirchtal (Lage)      | A703               | 0970                   | nach der Lage im Stadtteil                                                         | 2004                | | Am Altenwerder Kirchtal      |
| Am Ballinkai (Lage)                 | A692               | 0605                   | Albert Ballin (1857–1918), Reeder                                                  | 2002                | | Am Ballinkai                 |
| Am Sandauhafen (Lage)               | A325               | 1210                   | nach der Lage                                                                      | 1966                | | Am Sandauhafen               |
| An der Alten Süderelbe (Lage)       | A735               | 0380 (im Stadtteil)    | nach dem (zeitweiligen) Verlauf an der Alten Süderelbe                             | 2013                | westlich der Alten Süderelbe in Francop und Neuenfelde                                                                     | An der Alten Süderelbe       |
| Ballinkai (Lage)                    | B877               | 1315 (im Stadtteil)    | Albert Ballin (1857–1918), Reeder                                                  | 2002                | südlicher Teil in Moorburg                                                                                                 |                              |
| Dradenauer Deichweg (Lage)          | D257               | 1230                   | in Anlehnung an den Dradenauer Hauptdeich                                          | 1971                | | Dradenauer Deichweg          |
| Dradenauer Hauptdeich (Lage)        | D251               | 0790                   | nach einer ehemaligen Elbinsel                                                     | 1971                | | Dradenauer Hauptdeich        |
| Drewer Hauptdeich (Lage)            | –                  | 2340                   | nach einer Flurbezeichnung; lt. Deutscher Grundkarte hieß Altenwerder 1931 „Dreve“ | 1969                | lt. Straßenverzeichnis in Altenwerder, lt. Grundkarte komplett in Moorburg                                                 | Drewer Hauptdeich            |
| Finkenwerder Ring (Lage)            | F345               | 0560                   | nach dem Hamburger Stadtteil Finkenwerder und dem Verlauf der Straße               | 2007                | | Finkenwerder Ring            |
| Finkenwerder Ringbrücke-Ost (Lage)  | F348               | 0025 (im Stadtteil)    | nach dem Hamburger Stadtteil Finkenwerder sowie Lage und Funktion                  | 2007                | verläuft im Zuge des Finkenwerder Rings; nördlicher Teil in Waltershof                                                     | Finkenwerder Ringbrücke-Ost  |
| Finkenwerder Ringbrücke-Süd (Lage)  | F347               | 0125                   | nach dem Hamburger Stadtteil Finkenwerder sowie Lage und Funktion                  | 2007                | verläuft im Zuge des Finkenwerder Rings; lt. Straßenverzeichnis auch in Waltershof, lt. Grundkarte komplett in Altenwerder | Finkenwerder Ringbrücke-Süd  |
| Finkenwerder Ringbrücke-West (Lage) | F346               | 0040 (im Stadtteil)    | nach dem Hamburger Stadtteil Finkenwerder sowie Lage und Funktion                  | 2007                | verläuft im Zuge des Finkenwerder Rings; kurzer nördlicher Teil in Waltershof                                              | Finkenwerder Ringbrücke-West |
| Finkenwerder Straße (Lage)          | F293               | 0300 (im Stadtteil)    | Hamburger Stadtteil Finkenwerder                                                   | 1970                | westlich und östlich der Vollhöfner Weiden teilweise in Altenwerder, sonst in Waltershof                                   | Finkenwerder Straße          |
| Finkenwerder Weg (Lage)             | F334               | 0350                   | Hamburger Stadtteil Finkenwerder                                                   | 1991                | | Finkenwerder Weg             |
| Peinekai (Lage)                     | P237               | 0270                   | Peine, Stadt in Niedersachsen                                                      | 1977                | |                              |
| Salzgitterkai (Lage)                | S873               | 0760                   | Salzgitter, Stadt in Niedersachsen                                                 | 1977                | |                              |
| Vollhöfner Weiden (Lage)            | V137               | 2460 (im Stadtteil)    | nach einer Flurbezeichnung                                                         | 1985                | lt. Straßenverzeichnis nur in Altenwerder, lt. Grundkarte kurzer südlicher Teil in Moorburg                                | Vollhöfner Weiden            |
| Waltershofer Straße (Lage)          | W051               | 1250 (im Stadtteil)    | Hamburger Stadtteil Waltershof                                                     | 1951                | südlicher Teil in Moorburg und Hausbruch                                                                                   | Waltershofer Straße          |

## Sonstiges
Die Altenwerder Brücke wird nur noch im Straßenverzeichnis geführt. Nach der Lage muss es sich um die heutige Finkenwerder Ringbrücke-Ost handeln.